# Canton de la Linth
1798–1803
Entités précédentes :
- Canton de Glaris
- Canton de Schwytz
- Bailliage d'Uznach
- Comté de Toggenburg
- Comté de Werdenburg
- Comté de Sargans (de)
- Abbaye de Pfäfers
- Seigneurie de Sax
- Vogtei de Gams
- Vogtei de Windegg

Entités suivantes :
- Canton de Saint-Gall
- Canton de Glaris
- Canton de Schwytz

Le canton de la Linth (en allemand : Kanton Linth) est un ancien canton suisse qui a existé entre le 4 mai 1798 et le 10 mars 1803, date de l'entrée en vigueur de l'Acte de médiation. Il fait partie des unités administratives introduites par la République helvétique. À sa disparition, son territoire est réparti entre le canton de Schwytz (districts de March et de Höfe), le canton de Glaris et le canton de Saint-Gall (anciens districts de Gaster, Sargans, See et Werdenberg). Son chef-lieu était Glaris.

## Territoire
Le canton de la Linth recouvrait les territoires suivants :
- Le canton de Glaris (en allemand : Kanton Glarus)
- La ville de Rapperswil avec sa campagne sujette
- Les anciens bailliages suivants :
  - Le bailliage du Rheintal (en allemand : Vogtei Rheintal), région au sud du Hirschensprung avec Rüthi et Lienz
  - Le bailliage de Sax-Forstegg (en allemand : Landvogtei Sax-Forstegg)
  - La seigneurie de Gams (en allemand : Herrschaft Gams)
  - Le bailliage de Werdenberg (en allemand : Landvogtei Werdenberg)
  - Le bailliage de Sargans (en allemand : Landvogtei Sargans)
  - Le bailliage du Gaster (en allemand : Landvogtei Gaster)
  - Le bailliage d'Uznach (en allemand : Landvogtei Uznach)
  - Le bailliage du Haut-Toggenbourg, région à l'est de la ligne Hemberg-Hummelwald, du comté de Toggenbourg (en allemand : Grafschaft Toggenburg)
- La Marche (en allemand : March) (chef-lieu : Lachen)
- Les Höfe, c'est-à-dire les deux domaines (en allemand : Höfe ou Hoefe) de l'abbaye d'Einsiedeln, savoir :
  - Le Vorderer Hof (chef-lieu : Pfäffikon)
  - Le Hinterer Hof (chef-lieu : Wollerau)

## Subdivisions
Le canton de la Linth était divisé en sept districts, savoir :
| Nom du district            | Chef-lieu      | Nombre d'habitants | Nombre d'électeurs |
| -------------------------- | -------------- | ------------------ | ------------------ |
| District de Werdenberg     | Werdenberg     | 10 500             | 30                 |
| District de Neu St. Johann | Neu St. Johann | 11 600             | 30                 |
| District de Mels           | Mels           | 9 800              | 25                 |
| District de Schwanden      | Schwanden      | 10 100             | 29                 |
| District de Glaris         | Glaris         | 12 700             | 38                 |
| District de Schänis        | Schänis        | 11 900             | 29                 |
| District de Rapperswil     | Rapperswil     | 11 800             | 29                 |

## Préfets nationaux
Le canton de la Linth eut successivement pour préfet national :
- Joachim Heer (1798)
- Johann Jakob Heussi (1798-1799)
- Felix Christoph Cajetan Fuchs (1799)
- Niklaus Heer (1799-1802)
- Franz Josef Büeler (1802-1803)